# Michael Trevino
Michael Anthony Trevino (Montebello, Kalifornia, 1985. január 25. –) amerikai színész.
Legismertebb szerepe a Vámpírnaplókban megformált vérfarkas, Tyler Lockwood.

## Fiatalkora
A Kalifornia állambeli Montebellóban született, később pedig Valenciába költözött a szüleivel. Édesanyja Mexikóból származik, édesapja pedig a kaliforniai Fresnóban született.

## Pályafutása
A Disney csatorna Cow Belles című filmjében ő alakította Jackson Meade-t. Később szerepet kapott a Summerland című sorozatban. Egy epizód erejéig a Charmedban is feltűnt Alastairként, majd a rövid életű Cane sorozatban játszotta Jaime Vegát. A CW csatorna híres feldolgozásában, a 90210-ben 3 epizódon keresztül alakította Ozzie-t. 2009-től kezdve ő alakítja a CW másik sikeres sorozatában, a Vámpírnaplókban Tyler Lockwood szerepét, amely igazán híressé tette és meghozta számára az igazi áttörést. 2009-ben a Baba, bába, szerelem című filmben Joshuaként szerepelt, olyan színészek mellett, mint Sarah Jones, Haylie Duff és Jordan Bridges. 2012-ben John Cusack oldalán láthattuk a The Factory című thillerben. Ezenkívül 2005 és 2009 között olyan sikerszériákban kapott vendégszerepet, mint a New York-i helyszínelők, A mentalista, Dr. Csont, Döglött akták és a Bűbájos boszorkák.

## Magánélete
2011 óta partnere Jenna Ushkowitz, a Glee – Sztárok leszünk! című zenés sorozat egyik főszereplője.

## Filmográfia

### Film
| Év   | Magyar cím            | Eredeti cím        | Szerep        | Megjegyzések                               |
| ---- | --------------------- | ------------------ | ------------- | ------------------------------------------ |
| 2006 | Tejben-vajban, bajban | Cow Belles         | Jackson Meade | tévéfilm                                   |
| 2008 |                       | Austin Golden Hour | Jake          | televíziós rövidfilm                       |
| 2009 | Baba, bába, szerelem  | Love Finds a Home  | Joshua Coil   | - tévéfilm - magyar hangja Markovics Tamás |
| 2012 |                       | The Factory        | Tad           |                                            |
| 2017 |                       | Out of Control     | Bennet Kayser |                                            |

### Sorozat
| Év        | Magyar cím                      | Eredeti cím                     | Szerep          | Megjegyzések                                             |
| --------- | ------------------------------- | ------------------------------- | --------------- | -------------------------------------------------------- |
| 2005      | Mindig nyár                     | Summerland                      | Tim Bowser      | 2 epizód                                                 |
| 2005      | Bűbájos boszorkák               | Charmed                         | Alastair        | 1 epizód                                                 |
| 2005      | Az elnöknő                      | Commander in Chief              | Kevin           | 1 epizód                                                 |
| 2006      | Nyomtalanul                     | Without a Trace                 | Carter Rollins  | 1 epizód                                                 |
| 2006      | Döglött akták                   | Cold Case                       | Zach '95        | 1 epizód                                                 |
| 2006      | CSI: Miami helyszínelők         | CSI – Miami                     | Matthew Batra   | 1 epizód                                                 |
| 2006      | Dr. Csont                       | Bones                           | Graham Hastings | 1 epizód                                                 |
| 2007      | A cukorbáró                     | Cane                            | Jaime Vega      | 13 epizód                                                |
| 2007–2008 | Gazdagék                        | The Riches                      | Brent           | 5 epizód                                                 |
| 2008      | 90210                           | 90210                           | Ozzie Cardoza   | 3 epizód                                                 |
| 2009      | A helyszínelők                  | CSI – Crime Scene Investigation | Dave Henkel     | 1 epizód                                                 |
| 2009      | A mentalista                    | The Mentalist                   | Brandon Fulton  | 1 epizód                                                 |
| 2009      | CSI: New York-i helyszínelők    | CSI – NY : Prey                 | Gavin Skidmore  | 1 epizód                                                 |
| 2009–2017 | Vámpírnaplók                    | The Vampire Diaries             | Tyler Lockwood  | - főszereplő (143 epizód) - magyar hangja: - Előd Botond |
| 2013      | The Originals – A sötétség kora | The Originals                   | Tyler Lockwood  | 3 epizód                                                 |
| 2019–2022 |                                 | Roswell, New Mexico             | Kyle Valenti    | főszereplő                                               |